# アイ・ドント・ノウ (ポール・マッカートニーの曲)
「アイ・ドント・ノウ」（I Don't Know）は、ポール・マッカートニーの楽曲である。2018年6月20日にキャピトル・レコードからのアルバム『エジプト・ステーション』からの第1弾シングルとして、「カム・オン・トゥ・ミー」との両A面シングルとして発売された。
公式では、「哀愁のある魂の癒しのバラード」とされている。

## 概要
本作について、ポールは「この曲を書いたのはちょっとした辛い経験をした後だった。『僕は何を間違っちゃったんだろう』と思えるような時ってあるだろ？そういう気分の時に書けるのは、魂からの曲だからそう思える時というのは良いことさ。曲を書くというのは、精神科医に悩みを打ち明けるいわゆるセラピーみたいものというけど、まさにそんな感じ。僕が抱えていた小さな問題を診療所で専門家を相手に喋る代わりに、曲という形にしたのがこの曲さ。」と語っている。
本作のベーシック・トラックは、ロサンゼルスのヘンソン・レコーディング・スタジオで録音され、追加のセッションはサセックスにあるHog Hill Millとアビー・ロード・スタジオで行なわれた。レコーディング・エンジニアは、グレッグ・カースティンとジュリアン・バーグ、アレックス・パスコ、スティーヴ・オーチャードが担当した。

## リリース
2018年6月20日に発売され、10月11日にポールの公式サイトにてレコード・ストア・デイの一環としてイクスクルーシブ・バージョンが発売されることがで発表された。
ヴァイナル盤は5000枚限定で生産され、2018年11月23日に全世界で発売された。

## パーソネル
- ポール・マッカートニー - リード・ボーカル、バッキング・ボーカル、アコースティック・ギター、キーボード、ベース、パーカッション、ドラムス、アシスタント・プロデューサー[9]

外部ミュージシャン
- グレッグ・カースティン（英語版） - プロデューサー、エンジニア、編曲、キーボード、エレクトリック・ギター、メロトロン
- ロブ・ミレット - ツィンバロム
- スパイク・ステント（英語版） - ミキシング
- スティーブ・オーチャード、モーリシオ・チェルソーシモ、アル・シュミット（英語版）、ビリー・ブッシュ（英語版）、リッチ・リッチ、アレックス・パスコ - エンジニア